# NGC 2640
NGC 2640 is een elliptisch sterrenstelsel in het sterrenbeeld Kiel. Het hemelobject werd op 26 februari 1835 ontdekt door de Britse astronoom John Herschel.

## Synoniemen
- ESO 165-2
- IRAS 08360-5456
- PGC 24229